# Polimnest (escultor)
Polimnest (en llatí Polymnestus, en grec antic Πολύμνηστος) fou un escultor grec conegut per una inscripció en la base d'una estàtua a l'Acròpoli d'Atenes, descoberta per Ross el 1840 i que va restaurar així: [Π]ΟΛΥΜΝΗΣΤΟΣ ΚΕΝ[ΧΡΑΜΙΣ] ΕΠΟΙΗΣΑΝ. Ross situa aquest escultor al temps de Praxíteles o Lisip, per la forma de les lletres.